# Tómas Lemarquis
Tómas Lemarquis (født 3. august 1977) er en fransk-islandsk skuespiller.

## Tidligt liv
Lemarquis blev født i Reykjavík. Hans mor er islænding og hans franske far, Gérard Lemarquis, er skolelærer. Hans mest karakteristiske fysiske træk – en fuldstændig mangel på hår af enhver art – er resultatet af alopecia universalis, som gjorde ham fuldstændig hårløs i en alder af 13. Han voksede op på Island og i Frankrig og læste teater på Cours Florent i Paris, hvor han var klassekammerat med skuespillerinden Audrey Tautou. Han gik også på Islands kunstakademi.

## Karriere
Lemarquis er muligvis bedst kendt for sin rolle i den islandske film Nói Albínói fra 2003. Han har også optrådt i film som Snowpiercer, X-Men: Apocalypse og Blade Runner 2049.

## Personligt liv
Lemarquis bor i Paris. Han taler flydende dansk, engelsk, fransk og islandsk.

## Eksterne links
- Tómas Lemarquis på Internet Movie Database (engelsk)
- Tómas Lemarquis.com Arkiveret 18. december 2014 hos  Wayback Machine